# Leave Now!!!
Albums de Karma
Inside the Eyes
(2000)
Leave Now!!! est le deuxième album du groupe brésilien Karma.

## Liste des morceaux
1. "Leave Now" – 5:06
2. "Crawl" – 3:29
3. "Life" – 4:08
4. "Older" – 3:31
5. "I Swear" – 4:39
6. "War (The Circus Arrived)" – 5:32
7. "It´s Easier" – 4:12
8. "O.D." – 4:06
9. "Voodoo Doll" – 4:50
10. "I´m Yours" – 3:53
11. "You" – 4:41
12. "Buddha" – 5:07
13. "Friend" – 5:19
14. "Real Blue" – 6:18

## Formation
- Thiago Bianchi (chant)
- Chico Dehira (guitare)
- Fabrizio Di Sarno (claviers)
- Felipe Andreoli (basse)
- Marcell Cardoso (batterie)